# Reprezentacja Południowej Afryki w krykiecie mężczyzn
Reprezentacja Południowej Afryki w krykiecie mężczyzn – drużyna sportowa krykieta, reprezentująca Afrykę Południową w meczach i turniejach międzynarodowych. Potocznie drużyna nazywana jest Proteas (od symbolu kraju, Protei królewskiej). Za jej funkcjonowanie odpowiedzialny jest Cricket South Africa.
Reprezentacja Południowej Afryki zadebiutowała na mistrzostwach świata w roku 1992. Jej największym sukcesem było trzykrotne zakwalifikowanie się do półfinałów. W 2003 RPA wspólnie z Zimbabwe i Kenią było gospodarzem tej imprezy. Południowa Afryka była tryumfatorem ICC Champions Trophy w 1998 roku. W ICC World Twenty20 najlepszym rezultatem było dwukrotne dojście do półfinałów.

## Udział w imprezach międzynarodowych

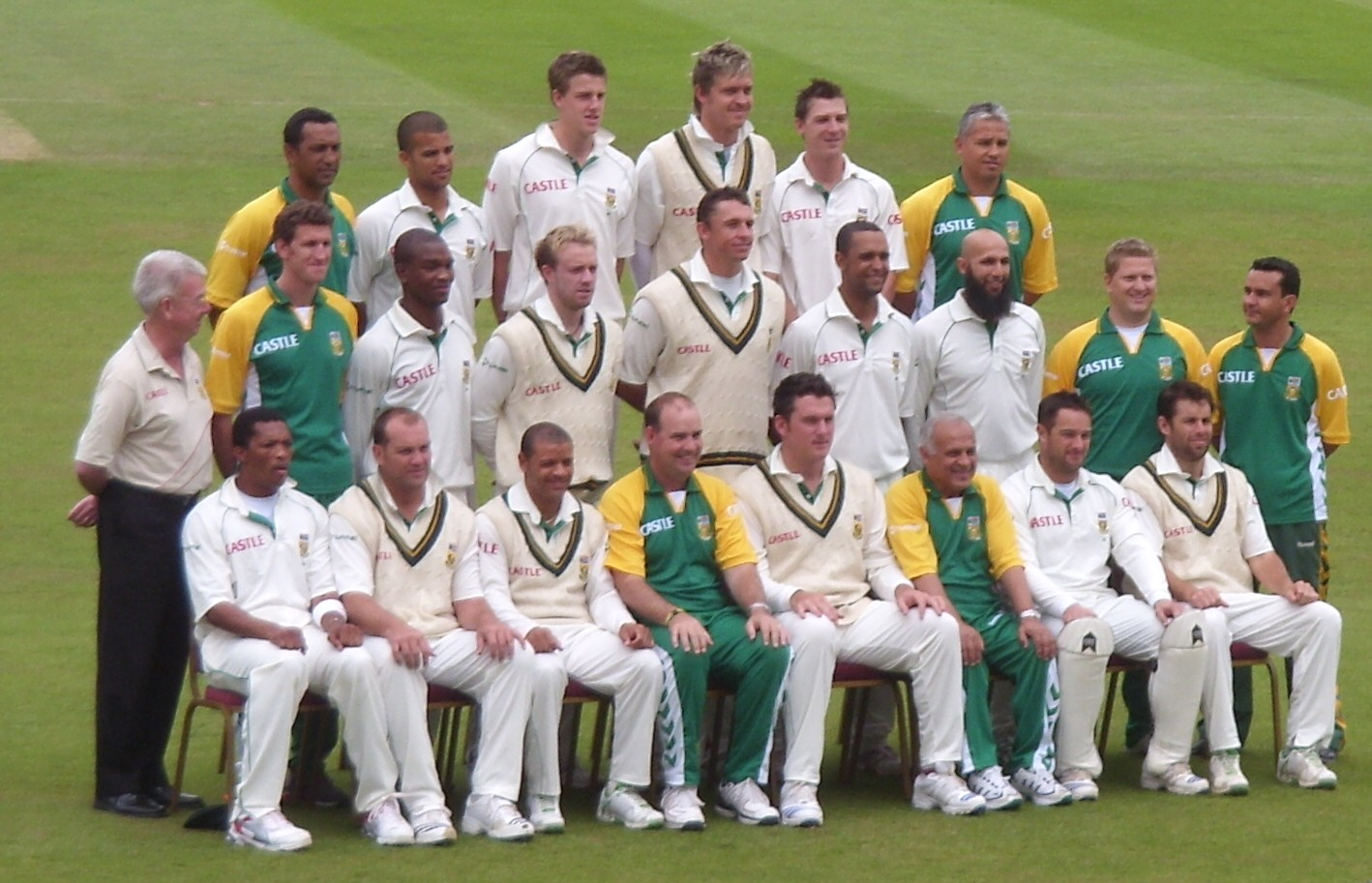
Reprezentacja RPA w sierpniu 2008 r. na The Oval.

### Mistrzostwa świata
| Udział w mistrzostwach świata | Udział w mistrzostwach świata |
| Rok                           | Wynik                         |
| ----------------------------- | ----------------------------- |
| 1975                          | Nie brała udziału             |
| 1979                          | Nie brała udziału             |
| 1983                          | Nie brała udziału             |
| 1987                          | Nie brała udziału             |
| 1992                          | Półfinał                      |
| 1996                          | Ćwierćfinał                   |
| 1999                          | Półfinał                      |
| 2003                          | Faza grupowa                  |
| 2007                          | Półfinał                      |
| 2011                          | Ćwierćfinał                   |
| 2015                          | Półfinał                      |
| 2019                          | –                             |
| 2023                          | –                             |

### ICC Champions Trophy
(rozgrywane jako ICC Knockout w 1998 i 2000 r.)
| Udział w ICC Champions Trophy | Udział w ICC Champions Trophy |
| Rok                           | Wynik                         |
| ----------------------------- | ----------------------------- |
| 1998                          | Mistrzostwo                   |
| 2000                          | Półfinał                      |
| 2002                          | Półfinał                      |
| 2004                          | Faza grupowa                  |
| 2006                          | Półfinał                      |
| 2009                          | Faza grupowa                  |
| 2013                          | Półfinał                      |
| 2017                          | –                             |

### ICC World Twenty20
| Udział w ICC World Twenty20 | Udział w ICC World Twenty20 |
| Rok                         | Wynik                       |
| --------------------------- | --------------------------- |
| 2007                        | Super 8                     |
| 2009                        | Półfinał                    |
| 2010                        | Super 8                     |
| 2012                        | Super 8                     |
| 2014                        | Półfinał                    |
| 2016                        | Super 10                    |
| 2020                        | –                           |